# 야마네 마이
야마네 마이 (山根 麻以, やまね まい 1958년 10월 9일 -)는 일본의 가수이다. 시마네현 이즈모시 출생. 2001년 山根麻衣에서 山根麻以로 개명했다. 여동생은 UGUISS의 보컬이었던 야마네 에이코(山根栄子, 2012년 사망)로 자매가 함께 만든 작품이 다수 있다. 전 남편은 일본의 대표적 명상 지도자 야마다 타카오(山田孝男, 2003년 사망).

## 개요
1979년 야마하의 라디오프로그램 코키팝(Cocky Pop)에 입상하면서 마쓰시타 마코토의 프로듀스로 싱글 (음악) たそがれ를 내며 데뷔했다. 두번째 싱글 Sorry는 기타리스트 스즈키 시게루가 프로듀싱했으며 B면곡에는 이토 다케시와 무카이야 미노루 등이 참여한 록 음악 색채가 강했다. 이후 야나기 조지와 함께 활동하기도 한다.
1991년 이후 프리랜서가 되어 후쿠야마 마사하루, 이노우에 요스이, 안젤라 아키 등 다수의 뮤지션 앨범을 녹음하거나 라이브에 참여한다. 세계를 여행하며 다양한 세션도 가졌다.
1993년 기타리스트 쿠보타 하루오(窪田晴男)와 함께 기타와 보컬만 있는 록 음반을 내었다. 또 칸노 요코의 애니메이션 OST 참여하기 시작한다.
1996년 야마다 타카오와 결혼하여 명상을 배우고 2003년 사망할 때까지 남편의 세미나에서 그를 보조하며 지냈다. 97년 New ArchaicSounds라는 레이블을 만들어 인간 본성을 찾는 음악을 추구하기 시작했다. 피라미드 명상센터를 만들어 어센션 프로젝트, 은하의 목소리(APG, アセンション・プロジェクト銀河の声)를 시작하였다.
2005년 오키나와에서 행복한 샤먼학교를 시작해 이리오모테섬, 이시가키섬 등을 오가며 노래하는 워크숍을 진행했다. 그런가하면 시코쿠의 이시즈치 신사(石鎚神社)나 이즈모 대사 등 일본 각지의 신사 (신토)에서 봉납연주회를 하기도 한다. 2005년 세계 박람회에서 연주한 뒤 유럽에서 투어를 가졌다. 2007년에는 대한민국 세종문화회관에서 칸노 요코의 라그나로크 2 콘서트에 게스트로 참여했다.
2006년부터 야마나카호 근처에서 Naked Soul이라는 이름으로 음악과 명상을 결합한 이벤트를 시작해 지속하고 있다. 2008년에는 야마다의 명상사업을 이어받아 '일본을 따듯하게 만드는 계획'을 진행하면서 가정폭력 피해자 돕기 공연도 진행하는 등 다양한 활동을 하고있다. 2011년 비영리법인 이시즈치숲의 학교(石鎚森の学校)이사로 취임했다.

## 음반목록
- 1980年5月 - 「たそがれ」（テイチク）
- 1985年7月 - 「Sorry」（テイチク）
- 1982年10月 - 「WILL」（テイチク）
- 1984年4月21日 - 「THE DAY BEFORE YESTERDAY」（テイチク）
- 1984年5月21日 - 「月光浴」（テイチク）
- 1985年12月16日 - 「Flying Elephants」（テイチク）
- 1986年11月21日 - 「Embassy」（テイチク）
- 1987年7月21日 - 「ベスト」（テイチク）
- 1988年8月21日 - 「WOMAN TONE」（テイチク）
- 1989年6月21日 - 「1958」（テイチク）
- 1990年5月21日 - 21（トゥエンティ・ワン）「Blue Coast Inn」（ビクター）
- 1991年11月21日 - 21（トゥエンティ・ワン）「GREETING」（ビクター）
- 1993年6月23日 - 山根麻衣・窪田晴男ユニット 「山根麻衣・窪田晴男ユニット」（ビクター）
  - 1997年12月24日 - 山根麻衣 with NEW ARCHAIC SMILE 「ふつうの唄」（マキシシングル、New Archaic Sounds）
- 2001年12月5日 - 「きんのひも」（プライザー）
- 2003年12月7日 - 「やさしいきもち」（New Archaic Sounds）
- 2004年12月15日 - 山根麻以 the Celebrations 「祈りの唄」（New Archaic Sounds）
- 2007年7月25日 - 山根麻以+Visions 「Bird of Paradise」 （New Archaic Sounds）
  - 2007年7月25日 - 山根麻以+風の子合唱団 「きみを愛してる・輝きの音」（マキシシングル、New Archaic Sounds）

## 참여
- 오구로 마키, 오자키 유타카, 나카지마 미유키 후쿠야마 마사하루 LUNA SEA 와타나베 미사토
- OST 천공의 에스카플로네 카우보이 비밥 마크로스 플러스 DARKER THAN BLACK -흑의 계약자-
- 한국영화 "우아한 세계" OST